# Chahmar Alakbarov
Pour les articles homonymes, voir Alakbarov.
Chahmar Alakbarov (en azéri : Şahmar Zülfüqar oğlu Ələkbərov ; né le 23 août 1943 à Kirovabad, à présent Gandja et mort le 12 août 1992 à Bakou) est un acteur et réalisateur azerbaïdjanais et soviétique, artiste du peuple de la RSS d'Azerbaïdjan (1989). 

## La vie et l'art
Chahmar Zulfugar oghlu Alakbarov est né le 23 août 1943 dans la ville de Kirovabad (aujourd'hui Ganja) de la RSS d'Azerbaïdjan. Lorsque Chahmar a neuf ans, la famille déménage à Bakou.
Ch. Alakbarov étudie au département de théâtre de l'Institut du théâtre, dans la classe de Rza Tahmasib. À partir de la 3e année, il joue sur la scène du Théâtre national académique dramatique azerbaïdjanais. Bientôt, il reçoit une invitation du réalisateur Adil Isgandarov, au studio de cinéma Azerbaïdjanfilm. Dans le studio Azerbaïdjanfilm, Chahmar Alakbarov fait ses preuves en tant qu'acteur et réalisateur, et fait également le doublage des films.

## Les rôles
Il joue dans 147 films. Parmi les rôles célèbres figurent Farrukh ("Duel dans les montagnes"), Gazanfar (Mes sept fils), fils (En attente), Iman ("Le dernier passage"), Arif ("La vie nous teste"), Azad (Les vents soufflent à Bakou), Gatyr Mammad (Vengeur de Gandjabasar ), Javidan (Babek), Ibrahim (Il est temps de seller les chevaux), etc.
En 1987, Chahmar Alakbarov (avec Gulbeniz Azimzade (Azerb.) réalise son premier film « Examen » (Azerb.) basé sur l'histoire d'Anar Jours d'été de la ville  avec Hamlet Khanyzade dans le rôle-titre. Alakbarov réalise également des films tels que Gazelkhan et Nuit sans limites. 
Au cours de sa vie, il reçoit le titre d'Artiste émérite et d'Artiste populaire de la RSS d'Azerbaïdjan.